# Johann Caspar Seyfert
Johann Caspar Seyfert   (Augsburg, 1697 - Augsburg, 26 de maig de 1767) fou un compositor, violinista i llaütista alemany.
Va ser director musical a Augsburg. El 1746 va afegir un quart volum a l'"Augsburger Tafel-Confect", que Valentin Rathgeber havia publicat el 1733, el 1737 i el 1739. El títol breu abreuja "Ohren-vergnügendes und Gemüth-ergötzendes Tafel-Confect" (Confitería de la taula d'Augsburg, breu per a la confiteria de taules, "Pleasuring the Ears and Delightful to the Soul), una col·lecció de cançons destinada a ser destinada a postres, mentre que un Tafelmusik es va interpretar durant un plat principal.
El seu fill, Johann Gottfried Seyfert (1731–1772) també va ser un conegut compositor d'obres de música de cambra, sonates de piano, oratoris i 20 simfonies.

## Enregistraments
- Hans Valentin Rathgeber / Johann Caspar Seyfert - 11 Lieder Aus Ohren-Vergnügendes Und Gemüth-Ergötzendes Tafelconfect (LP). Archiv Produktion, 14066, 1964;
- Rathgeber / Seyfert - Ohren Vergnügendes Und Gemüth Ergötzendes Tafel Confect (LP). Eurodisc, S 71 875 MK	1964
- Johann Valentin Rathgeber, Johann Caspar Seyfert, Herrad Wehrung, Margarete Witte-Waldbauer, Johannes Hoefflin, Claus Ocker, Schwäbischer Singkreis, An Instrumental Ensemble*, Hans Grischkat - Augsburger Tafelkonfekt: Orbis (2), 1975.